# Балвская волость
Балвская волость (латыш. Balvu pagasts) — одна из 19 волостей Балвского края в Латвии. Волостной центр — село Наудаскалнс.
На начало 2015 года население волости составляет 661 постоянный житель. По территории волости проходит автодорога P47.